# Baczo Kiro

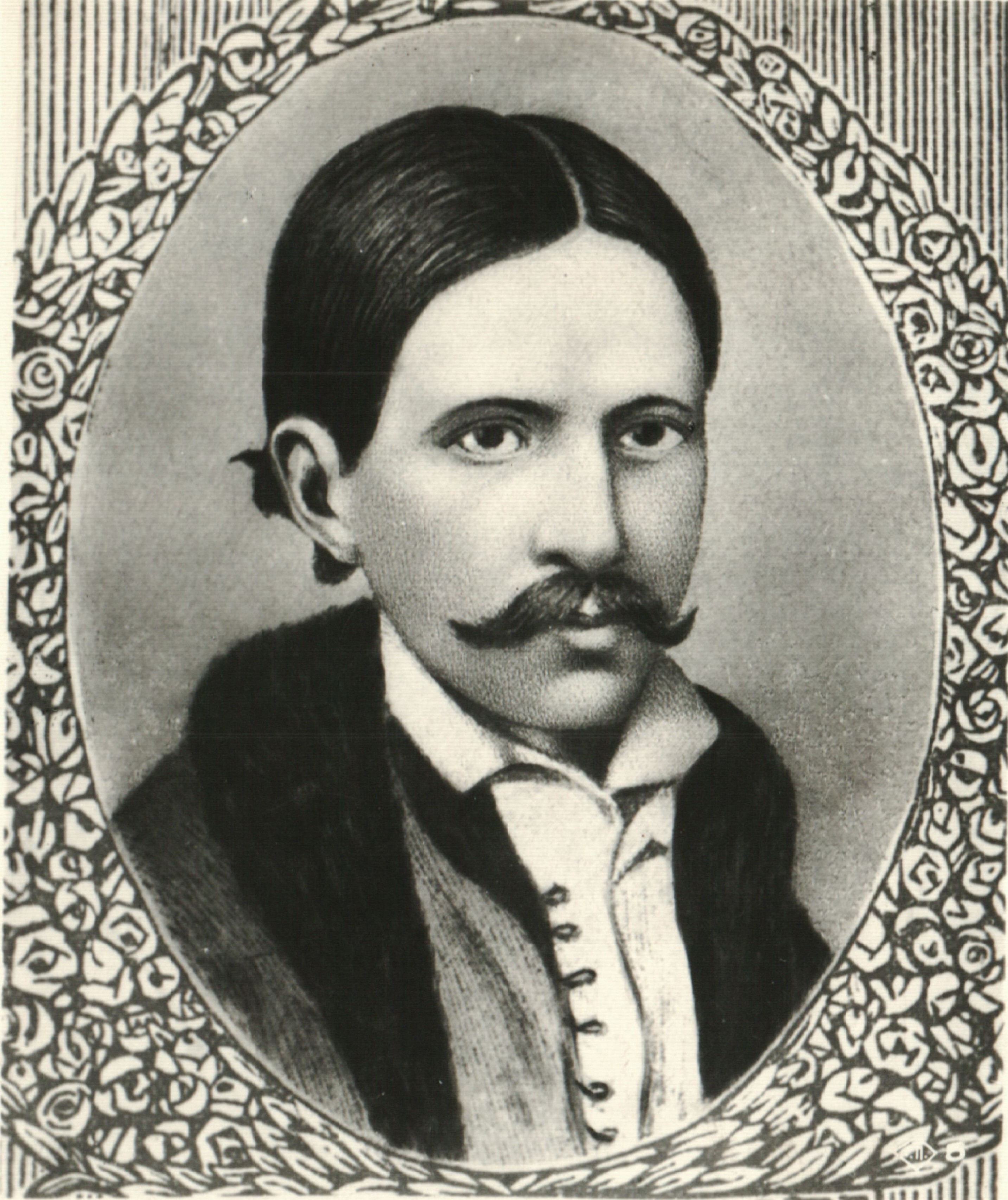
Baczo Kiro

Baczo Kiro, bułg. Бачо Киро, właśc. Kiro Petrow Zanew, bułg. Киро Петров Занев (ur. 7 lipca 1835 we wsi Gorni Turczeta (obecnie miasto Biała Czerkwa), zm. 28 maja 1876 w Wielkim Tyrnowie) – bułgarski nauczyciel, literat, historyk, animator kultury, folklorysta i działacz niepodległościowy. Uczestnik powstania kwietniowego.
Urodził się w rodzinie pasterza Petyra Zanewa, miał dwóch braci, Gawraiła Trifonowa, który został popem oraz Christa Irinczewa. Podstawowe wykształcenie zdobył w wiejskiej szkole przyklasztornej, po czym wstąpił do monasteru Batoszewskiego. Od 1852 pracował jako nauczyciel we wsiach Kojówci (obecnie Koewci), Musina, Michalci, Wiszograd. W 1857 powrócił do Białej Czerkwi i tam nauczał aż do śmierci, z roczną przerwą w 1871. Działał na rzecz rozwoju kultury zakładając czytelnie i świetlice. Zaangażował się także w walkę o restytucję Bułgarskiego Kościoła Prawosławnego niezależnego od Patriarchatu Konstantynopolitańskiego (Egzarchat Bułgarski), za co dwukrotnie, w 1861 i 1864, był więziony. Od 1870 do 1871 pracował jako korespondent wydawanej w Konstantynopolu gazety Makedonia. Napisał dramat Żebrak Tanczo (bułg. Сиромах Танчо) oraz kilka notatek z własnych podróży.
Działalność niepodległościową prowadził od 1869, współpracując m.in. z Wasylem Lewskim. W lutym 1872 został przewodniczącym komitetu powstańczego w Białej Czerkwi, podległego Bułgarskiemu Centralnemu Komitetowi Rewolucyjnemu, uczestniczył także w zebraniach rewolucjonistów w Bukareszcie, Stambule i Belgradzie. Wziął udział w przygotowaniach do powstań starozagorskiego oraz kwietniowego. Po wybuchu tego ostatniego wraz z popem Haritonem, Petyrem Parmakowem i Christem Karamnikowem zorganizował zbrojny oddział (tzw. czetę) liczący ponad 200 osób. Czeta dotarła do monasteru Drianowskiego, gdzie, po dziesięciu dniach oblężenia, została rozbita przez armię osmańską. Na skutek zdrady Baczo Kiro dostał się do niewoli i po osądzeniu w Wielkim Tyrnowie został powieszony.